# Pseudopanthera completa
Pseudopanthera completa är en fjärilsart som beskrevs av Edward Alfred Cockayne 1950. Pseudopanthera completa ingår i släktet Pseudopanthera och familjen mätare. Inga underarter finns listade.